# Deutsche Interdisziplinäre Vereinigung für Intensiv- und Notfallmedizin
Die Deutsche Interdisziplinäre Vereinigung für Intensiv- und Notfallmedizin e. V. (DIVI) ist eine wissenschaftliche Fachgesellschaft auf dem Gebiet der Intensiv- und Notfallmedizin in Deutschland. Sie ist ein Zusammenschluss von Berufsfachverbänden, wissenschaftlichen Gesellschaften und Einzelmitgliedern. Ziel ist die Förderung von Wissenschaft, Forschung und Praxis in der Intensiv- und Notfallmedizin sowie politische Vertretung von Belangen der Intensiv-, Notfall- und Katastrophenmedizin. Einzigartig ist die interdisziplinäre Ausrichtung der Fachgesellschaft, die Mitglieder unterschiedlicher Fachrichtungen und Berufsgruppen vereint. Präsident der Gesellschaft ist seit Januar 2023 für zwei Jahre Felix Walcher, der das Amt von Gernot Marx übernahm.
Die DIVI führt jährlich einen interdisziplinären Kongress mit mehr als 6.000 Teilnehmenden durch. Er ist offen für Mediziner, Pflegekräfte, Therapeuten und alle anderen an der Intensiv- und Notfallmedizin beteiligten Berufsgruppen. Die Kongresse 2020 und 2021 wurden online abgehalten. Seit 2022 werden die Kongresse wieder in Präsenz durchgeführt.

## Geschichte
Die DIVI wurde am 19. Januar 1977 von der Deutschen Gesellschaft für Anästhesiologie und Intensivmedizin, der Deutschen Gesellschaft für Internistische Intensivmedizin und der Arbeitsgemeinschaft für Neonatologie und pädiatrische Intensivmedizin als Deutsche Interdisziplinäre Vereinigung für Intensivmedizin (DIVI) in Düsseldorf gegründet. Ziel war die Gründung eines Dachverbandes, um die Interessen der Intensivmedizin gemeinsam vertreten zu können.
1980 wurde die Sektion Rettungsmedizin gegründet, um Belange der Notfall- und Rettungsmedizin besser vertreten zu können, und um der Gründung einer eigenständigen Deutschen Gesellschaft für das Rettungswesen vorzubeugen. 1986 erfolgte die Gründung der Sektion Katastrophenmedizin.
Durch die sehr aktiven Sektionen Notfallmedizin und Katastrophenmedizin entstand der Gedanke, die Notfallmedizin auch in den Gesellschaftsnamen aufzunehmen, auch unter dem Aspekt, damit der Gründung einer eigenständigen Deutschen Gesellschaft für Notfallmedizin entgegenzutreten. 1989 erfolgte die Umbenennung in Deutsche Interdisziplinäre Vereinigung für Intensiv- und Notfallmedizin e. V. Die Abkürzung DIVI wurde beibehalten.
2008 erfolgte eine grundlegende Reform der DIVI, unter anderem erfolgte die Wandlung von einem Dachverband in eine Fachgesellschaft und eine Öffnung für Einzelmitglieder.

## Mitgliedschaften und Kooperationen
Die DIVI ist Mitglied der Arbeitsgemeinschaft der Wissenschaftlichen Medizinischen Fachgesellschaften (AWMF), des German Resuscitation Council (GRC), des Informationsdiensts Wissenschaft (idw), der European Society of Intensive Care Medicine (ESICM), der World Federation of Societies of Intensive and Critical Care Medicine, sowie der Global Sepsis Alliance.

## Divisionen
Die DIVI ist untergliedert in drei Divisionen, die Division der wissenschaftlichen Fachgesellschaften und Berufsverbände (DIVI-FB), die Division der ärztlichen Mitglieder (DIVI-MG-Ärzte) und die Division der nichtärztlichen in der Intensiv- und Notfallmedizin tätigen Mitglieder (DIVI-MG-Nichtärzte). Die DIVI-FB und die DIVI-MG-Ärzte sind in die Fachgruppen Anästhesiologie, Chirurgie, Innere Medizin, Kinder- und Jugendmedizin sowie Neurologie und Neurochirurgie aufgeteilt.

### DIVI-FB
In der Division der wissenschaftlichen Fachgesellschaften und Berufsverbände sind folgende Gesellschaften Mitglied:
Fachgruppe Anästhesiologie
- Deutsche Gesellschaft für Anästhesiologie und Intensivmedizin
- Berufsverband Deutscher Anästhesistinnen und Anästhesisten

Fachgruppe Chirurgie
- Deutsche Gesellschaft für Chirurgie und ihre Fachgesellschaften
- Deutsche Gesellschaft für Thorax-, Herz- und Gefäßchirurgie
- Deutsche Gesellschaft für Unfallchirurgie
- Deutsche Gesellschaft für Kinderchirurgie
- Berufsverband der Deutschen Chirurgen

Fachgruppe Innere Medizin
- Deutsche Gesellschaft für Innere Medizin und ihre Fachgesellschaften
- Deutsche Gesellschaft für Internistische Intensivmedizin und Notfallmedizin
- Deutsche Gesellschaft für Kardiologie – Herz- und Kreislaufforschung e. V.
- Berufsverband Deutscher Internisten

Fachgruppe Kinder- und Jugendmedizin
- Gesellschaft für Neonatologie und pädiatrische Intensivmedizin
- Deutsche Gesellschaft für Kinder- und Jugendmedizin
- Deutsche Gesellschaft für Perinatale Medizin

Fachgruppe Neuromedizin
- Deutsche Gesellschaft für Neurochirurgie
- Deutsche Gesellschaft für Neurologie
- Deutsche Gesellschaft für NeuroIntensiv- und Notfallmedizin
- Berufsverband Deutscher Neurochirurgen
- Berufsverband Deutscher Neurologen

### DIVI-MG-Ärzte
Die Division der ärztlichen Mitglieder ist unterteilt in ordentliche und außerordentliche Mitglieder sowie Ehrenmitglieder. Ordentliche Mitglieder sind Fachärzte mit der Zusatzbezeichnung Intensivmedizin oder Notfallmedizin. Außerordentliche Mitglieder sind Ärzte in der Weiterbildung zum Facharzt oder Fachärzte in Weiterbildung zur Zusatzbezeichnung Intensivmedizin oder Notfallmedizin.

### DIVI-MG-Nichtärzte
Die Division der in der Intensiv- und Notfallmedizin tätigen Gesundheitsfachberufe bilden Pfleger, Physiotherapeuten, Informations- und Medizintechniker, Seelsorger und andere Berufsgruppen.

## Wissenschaftliche Sektionen
In der DIVI existieren wissenschaftliche Sektionen, die regelmäßig wissenschaftliche Ergebnisse, Empfehlungen und Stellungnahmen zu bestimmten Themen veröffentlichen.
Sektionsgruppe 1: Notfallmedizin
1.1 Notaufnahmeprotokoll
1.2 Notfall- und Katastrophenmedizin
1.3 Hyperbarmedizin
1.4 Trauma
1.5 Reanimation und Postreanimationstherapie
1.6 Strukturen in der Klinischen Akut- und Notfallmedizin
Sektionsgruppe 2: Qualitätsverbesserung und Informationstechnologie
2.1 Informationstechnologie und Medizintechnik
2.2 Qualität und Ökonomie in der Intensivmedizin
2.3 Angewandte Pharmakologie in der Notfall- und Intensivmedizin
Sektionsgruppe 3: Kreislauf
3.1 Schock
3.2 Hämodynamik
Sektionsgruppe 4: Organversagen, Metabolismus und Hämostase
4.1 Klinische Hämotherapie und Hämostasemanagement
4.2 Leberversagen
4.3 Metabolismus und Ernährung
4.4 Organspende und Organtransplantation
4.5 Akutes Nierenversagen / Nierenersatz
Sektionsgruppe 5: Lunge
5.1 Respiratorisches Versagen
Sektionsgruppe 6: Pädiatrische Intensivmedizin
6.1 Pädiatrische Intensiv- und Notfallmedizin
6.2 Neonatologische Intensiv- und Notfallmedizin
Sektionsgruppe 7: Infektion und Sepsis
7.1 Systemische Inflammation und Sepsis
7.2 Infektiologie
Sektionsgruppe 8: Neuromedizin
8.1 Bewusstseinsstörungen und Koma
8.2 Studien und Standards in der Neuromedizin
Sektionsgruppe 9: Menschenzentrierte Medizin
9.1 Ethik
9.2 Perspektive Resilienz
9.3 Post Intensive Care Syndrom – PICS
9.4 Psychologische Versorgungsstrukturen in der Intensivmedizin
Sektionsgruppe 10: Intensivpflege und Physiotherapie
10.1 Intensivmedizinische Frührehabilitation
10.2 Pflegeforschung und Pflegequalität
10.3 Physiotherapie in der Intensivmedizin

## Publikation und Tätigkeiten
Die DIVI Publikationsorgane der DIVI sind
- die DIVI-Mitgliederzeitschrift DIVI, die seit 2010 vierteljährlich erscheint.[9]
- das DIVI Jahrbuch (MWV Medizinisch Wissenschaftliche Verlagsgesellschaft mbH & Co. KG) mit wissenschaftlichen Schwerpunktthemen und Fortbildungsartikeln.
- regelmäßige Empfehlungen und Stellungnahmen zu Themen der Intensiv-, Notfall- und Katastrophenmedizin, die auf der Webseite veröffentlicht und über den Newsletter und Presseverteiler in die Öffentlichkeit getragen werden.

Im Zuge der COVID-19-Pandemie wurde am 17. März 2020 das DIVI-Intensivregister freigeschaltet, mit dem freie Beatmungsplätze in allen Kliniken Deutschlands registriert und abgefragt werden können. Das Register beruht auf einer Zusammenarbeit zwischen der DIVI, dem Robert Koch-Institut und der Deutschen Krankenhausgesellschaft.
An der im Februar 2021 veröffentlichten „S3-Leitlinie zur stationären Therapie von Patienten mit COVID-19“ waren Experten der DIVI sowie der DGIIN und DGP federführend beteiligt.
Die DIVI setzt sich gemeinsam mit anderen Fachgesellschaften für die Stärkung der Pflege, insbesondere der Intensivpflege ein und warnt vor einer anhaltenden Überlastung des Pflegepersonals.

## Online-Stellenbörse
Seit März 2017 unterhält die DIVI eine eigene Online-Stellenbörse für alle Berufsgruppen aus der Intensiv- und Notfallmedizin in Kliniken. Hier können Personalverantwortliche und Agenturen ihre Stellenangebote veröffentlichen, unabhängig davon, ob sie bei der DIVI Mitglied sind oder nicht.